# Etemenanki

Rekonstruktion des Etemenanki nach R. Koldewey (30. August 1919)

Etemenanki (sumerisch É.TEMEN.AN.KI; Haus der Fundamente von Himmel und Erde) war eine dem babylonischen Reichsgott Marduk gewidmete Zikkurat in der Hauptstadt Babylon im 6. Jahrhundert vor Christus. Manche Forscher sehen in ihm ein Vorbild für die biblische Erzählung vom Turmbau zu Babel (Gen 11,1–9 ). Von ihren ursprünglich sieben Stockwerken sind heute kaum noch mehr als die Fundamente erhalten, die im Satellitenbild als dunkles Quadrat mit 90 Metern Seitenlänge erscheinen (32° 32′ 10,5″ N, 44° 25′ 15″ O).

## Geschichte
Wann Etemenanki erstmals errichtet wurde, ist bis heute unklar. Lange wurde lediglich vermutet, dass der Bau zwischen dem zwölften und neunten Jahrhundert vor Christus existiert habe. Aus der Erwähnung einer Zikkurat in Babylon im Schöpfungsepos Enûma elîsch kann jedoch auch gefolgert werden, dass Etemenanki bereits im zweiten Jahrtausend vor Christus existierte.
Der Assyrerkönig Sanherib, der Babylon 689 v. Chr. vollständig zerstörte, behauptet, auch Etemenanki zerstört zu haben. Seine Nachfolger begannen den Wiederaufbau der Stadt, welcher dann aber vor allem unter den chaldäischen Herrschern Nabopolassar und Nebukadnezar II. vorangetrieben wurde. Das zentrale Gebäude dieser Stadt war der Marduk-Tempel Esaĝila in Nachbarschaft zum von Nebukadnezar II. wieder errichteten Etemenanki. Dieser Neubau hatte einer Tontafel aus Uruk zufolge mit sieben Stockwerken eine Gesamthöhe von 91 Metern. Obenauf befand sich ein Schrein.

## Beschreibungen

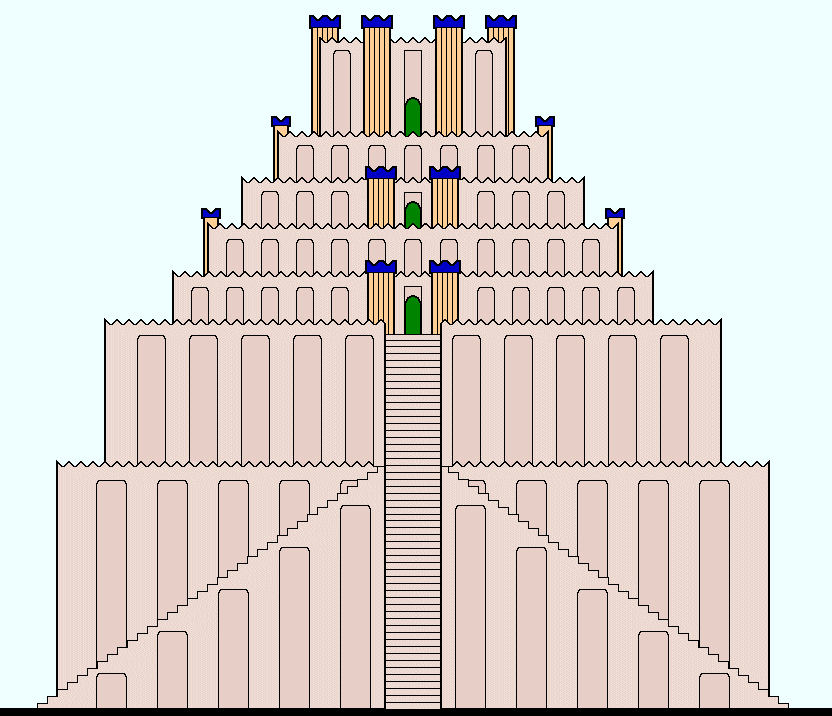
Rekonstruktion Etemenankis nach Schmid

Die wohl bekannteste Beschreibung der Zikkurat von Babylon stammt von Herodot aus dem 5. Jahrhundert vor Christus. Er berichtete von einem Zeus-Belus-Tempel, entsprechend seiner Beschreibung handelt es sich dabei mit hoher Wahrscheinlichkeit um Esagila. Innerhalb des Temenos von Esagila befand sich laut Herodot ein Turm mit einer quadratischen Grundfläche von einer Achtelmeile Kantenlänge (ca. 201 m). Auf diesem Turm hätten sieben weitere Türme gestanden. Der Zugang zum Dach des Turmes sei über eine Treppe möglich gewesen, die sich um den Turm selbst herumwand. Auf dem obersten Turm habe sich ein Tempel befunden, in dessen Innerem sich ein kolossales Sitzmöbel und ein goldener Tisch befunden haben sollen.
Von Nebukadnezar II. stammt eine Stele mit einer Beschreibung des Etemenanki, die von Robert Koldewey 1917 bei seinen Ausgrabungen entdeckt wurde. Koldewey hatte zuvor bereits im November 1900 den Etemenanki entdeckt. Auf der Stele rühmt sich der babylonische Herrscher, den Tempelturm Etemenanki errichtet zu haben. Der Turm habe demnach bis zum Himmel gereicht und sei mit Bitumen und Backstein verkleidet gewesen. In einem flachen Relief findet sich zudem eine Darstellung des Etemenanki mit paarweisen Treppenaufgängen zu den unteren Stufen des Turmes, fünf weiteren Stufen und einem Tempel auf der Oberfläche des Turmes. Auf dem Relief findet sich auch ein Grundriss des Gebäudes mit einer deutlichen Darstellung eines Pfeiler-Nischen-Dekors der Außenwände und der inneren Räume, die eine zentrale Cella umgeben.
Aus Uruk stammt eine beschriftete Tontafel aus dem Jahr 229 v. Chr., die wiederum einen älteren Text wiedergibt. Demnach hatte der Turm mit seinen sieben Stockwerken eine Höhe von 91 Metern und eine Grundfläche mit ebendieser Kantenlänge. Robert Koldewey konnte durch seine Ausgrabungen ab 1913 diese Ausmaße bestätigen. Außerdem fand er große, freistehende Treppen im südlichen Bereich des Gebäudes, wo es durch Tore mit Esagila verbunden war. Im Osten befand sich ein weiteres Tor, durch das ein Zugang zum Turm von der Prozessionsstraße bestand.

## Zerstörung
Alexander der Große eroberte Babylon 331 v. Chr. und befahl die Restaurierung von Etemenanki. Bei seiner Rückkehr nach Babylon 323 v. Chr. hatten diese Erneuerungsmaßnahmen jedoch keine Fortschritte gezeigt, weshalb er den Abriss des gesamten Gebäudes anordnete, um es komplett neu zu errichten. Sein überraschender Tod im selben Jahr setzte den Rekonstruktionsplänen dann jedoch ein Ende. Die Babylonischen Chroniken und die astronomischen Tagebücher berichten von verschiedenen Versuchen, Etemenanki neu zu errichten, die jeweils mit dem Entfernen des Schutts der ursprünglichen Zikkurat begannen. Der seleukidische Kronprinz Antiochos (I.) habe aus Frustration, weil er beim Opfern gestolpert und hingefallen sei, seinen Führern der Kriegselefanten den Befehl zur endgültigen Vernichtung der Überreste gegeben; damit enden auch die antiken Erwähnungen von Esagila.

## Dokumentarfilme
- Der Turmbau zu Babel. (= Treasures Decoded – Jäger der verlorenen Schätze. Staffel 4, Folge 1). 45 Min. Ein Film von Elliot Kew. Kanada/Vereinigtes Königreich 2017.[7]